# Liophryne magnitympanum
Espèce
Statut de conservation UICN

 DD  : Données insuffisantes
Liophryne magnitympanum est une espèce d'amphibiens de la famille des Microhylidae.

## Répartition
Cette espèce est endémique de la Province centrale en Papouasie-Nouvelle-Guinée. Elle n'est connue que sur les pentes Ouest du mont Obree, à environ 1 800 m d'altitude.

## Description
Liophryne magnitympanum mesure de 18 à 27 mm. Son dos est fauve avec de petites taches noires et deux ocelles beige au niveau lombaire ; sa gorge et l'intérieur de ses membres sont jaune pâle, parfois tachetés de gris ; son ventre est jaune foncé. Elle se différencie de L. allisoni notamment par son tympan beaucoup plus grand et l'absence de fentes vocales.

## Étymologie
Son nom d'espèce, du latin magnus, « grand », tympanum, « tympan », lui a été donné en référence à cette caractéristique la distinguant aisément de son proche parent, Liophryne allisoni.

## Publication originale
- Kraus & Allison, 2009 : New species of frogs from Papua New Guinea. Bishop Museum Occasional Papers, no 104, p. 1-36 (texte intégral).